# Drapeau de Zanzibar
Le drapeau de Zanzibar a changé de nombreuses fois en fonction des différents gouvernements qui s'y sont succédé.

Sultanat de Zanzibar 6 avril 1861 – 1890
Protectorat de Zanzibar 1890 – 10 décembre 1963
Sultanat de Zanzibar 10 décembre 1963 – 12 janvier 1964
République populaire de Zanzibar janvier 1964
République populaire de Zanzibar 12 janvier 1964 – 26 avril 1964
Gouvernement révolutionnaire de Zanzibar 26 avril 1964 – en cours

Drapeau de la République populaire de Pemba

L'île de Pemba a utilisé son propre drapeau du 18 janvier 1964 à la fin du mois lors de l'existence de la République populaire de Pemba.